# Líjivka
Líjivka (en ucraniano: Лихівка, romanizado: Lyjivka) es un pueblo ucraniano perteneciente al óblast de Dnipropetrovsk. Situado en el centro del país, es parte del raión de Kamianské y centro del municipio (hromada) homónimo.

## Toponimia
El nombre del lugar en ruso es Líjovka (en ruso: Лиховка).

## Geografía
Líjivka está situado a orillas del río Omelnik, 50 km al noreste de Piatijatki.  

## Historia
Hacia 1740 se fundó un asentamiento de cosacos de Zaporiyia, que hasta la década de 1830 se llamó Omelnik (en ucraniano: Омельник), en honor al río que atraviesa la ciudad.  
Durante la Segunda Guerra Mundial, este pueblo estuvo bajo ocupación alemana del 17 de agosto de 1941 al 17 de octubre de 1943.
En 1944 se formó el raión de Líjivka, que fue abolido en 1961. Líjivka adquirió el estatus de asentamiento de tipo urbano en 1957. Cuando un Túpolev Tu-124 del vuelo 3630 de Aeroflot se estrelló cerca de la ciudad en 1970, las 37 personas a bordo murieron.
Líjivka fue parte del raión de Piatijatki hasta 2020, año en el que se hizo una reforma administrativa que redujo el número de raiones del óblast de Dnipropetrovsk a siete, y la ciudad pasó a ser parte del raión de Kamianské.En 2023, la localidad perdió el estatus de asentamiento de tipo urbano debido a la eliminación de este estatus administrativo.

## Demografía
La evolución de la población de Líjivka entre 1859 y 2022 fue la siguiente:
| 2692                                                          | 3042 | 5343 | 3777 | 6145 | 4190 | 3045 | 2853 | 2474 | 2060 | 4187 | 4090 | 1822 |
| (Fuente: Cities & Towns of Ukraine y UKRAINE: Größere Städte) |      |      |      |      |      |      |      |      |      |      |      |      |

Según el censo de 2001, la lengua materna de la mayoría de los habitantes, el 94,42%, es el ucraniano; del 4,82% es el ruso.

## Infraestructura

### Transporte
Líjivka se encuentra en la autopista H08, que conecta Kamianské y Kremenchuk, y a la autopista M04, que conecta Dnipró con Znamianka con una conexión adicional a Kropivnitski.

## Personas importantes
- Aleksandr Grossheim (1888-1948): botánico ruso y académico de la AS URSS 1946, académico AN de la República de Azerbaiyán 1945, laureado con el Premio Stalin 1948.